# Melville-Halbinsel
Die Melville-Halbinsel (englisch Melville Peninsula) ist eine große Halbinsel in der kanadischen Arktis. Seit 1999 gehört sie zum neu gegründeten Nunavut, davor war sie Teil des Franklin-Distriktes (Nordwest-Territorien). Die Fury-und-Hecla-Straße trennt die Halbinsel von der Baffininsel.
Östlich der Halbinsel liegt das Foxe Basin, westlich liegt der Golf von Boothia.